# Crytek
A német Crytek videójáték-fejlesztő céget 1999-ben alapította a török származású Cevat Yerli, majd később két testvére Avni és Faruk is csatlakozott a vállalathoz, melynek központja Frankfurtban található. A Cryteknek ezenfelül 5 kirendeltsége van Kijevben, Budapesten, Szófiában, Szöulban és Nottinghamben. A Crytek leginkább a Far Cry és a Crysis című játékokkal szerzett magának hírnevet, amelyek megjelenítéséért a saját fejlesztésű CryEngine grafikus motor aktuális verziója felelt. Legutóbbi játékuk a Crysis 2 a harmadik generációs változatát használta. A stúdió partnerkapcsolatban áll többek között az Electronic Arts, a Ubisoft, az NVIDIA, az Intel, az AMD, az FMOD, a Scaleform, a Xoreax Software, a Sparkasse Coburg és a Rating Services cégekkel.
A vállalat jelenleg 600-nál is több alkalmazottat foglalkoztat.

## Történet
A céget Cevat Yerli alapította 1999-ben a németországi Coburgban. A nagyközönség előtt a 2000-es ECTS rendezvény alkalmával mutatkoztak be az nVidia standjánál kiállított tech demójukkal. Az elkövetkezendő években több bemutatót is tartottak, a játék ekkor még az X-Isle nevet viselte, majd végül a 2004 márciusára elkészült a játszható változat, a Ubisoft gondozásában megjelenő Far Cry. 2002. március 2-án jelentették be saját grafikus motorjukat, a CryEngine-t. Az új technológiájukat 2003-as Game Developers Conference alkalmával mutatták be.
A Crytek a 2003 augusztusában ismét képviselte magát az ECTS-en, ahol a Far Cry a „Legjobb PC-s játék” kategóriában nyert. Még abban a hónapban módosításokat végeztek a motorjukon, hogy AMD64 rendszerekre optimalizálják.
2004. február 4-én a német rendőrség razziát tartott a Crytek irodájában, egy korábbi alkalmazott vádaskodására hivatkozva. Azt állította, hogy a cég illegális szoftvereket használ, a vizsgálatok során azonban erre semmilyen bizonyítékot nem találtak. 2004. július 23-án bejelentik, hogy a Crytek és az Electronic Arts közötti stratégiai együttműködés alapjait teremtették meg. Decemberben egy machinima – videójáték motorjának segítségével készített animáció – jelenik meg, melyet az ATI vállalattal közösen készítettek, hogy bemutassák a jövőben megjelenő PC-s játékuk grafikai teljesítményét.
2006. január 23-án bejelentették következő játékukat, mely a Crysis címet viselte, és céljuk egy olyan fps játék létrehozása volt, ahol a játékmenet fontos elemét képezi az adott helyzethez alkalmazkodó taktika kialakítása. Későbbiekben az E3 és a Games Convention alkalmával számos kritikai elismerést nyert el, mint a „Legjobb PC-s játék”.
2006 áprilisában a Crytek egy új irodába költözött Frankfurtba. A Crysis bejelentése után egy évnek kellett eltelnie, mire bemutatták a CryEngine 2-t 2007. január 23-án. Több vállalat is megvásárolta a felhasználásának jogait, mint például az Avatar Reality, a WeMade Entertainment, az Entropia Universe, az XLGames, a Reloaded Studios, a 1st Educational Institution és a Games Academy GmbH.
2007. május 11-én jelentették be, hogy a Kijevben működő korábbi társstúdiónál több fejlesztést hajtottak végre, így már önálló fejlesztőstúdióként üzemelhet. A Crytek második részlege jelenleg egy teljesen új játékon dolgozik.
Nem sokkal az ukrajnai fejlesztések után érkezett egy másik bejelentés, miszerint Budapesten terveznek új irodát nyitni. A kijevi fejlesztőkhöz hasonlóan a magyar szakemberek is főként a CryEngine 2 munkálataira koncentráltak, illetve ők készítették el a sikeres Crysis önállóan futtatható kiegészítőjét, a PC exkluzív Crysis Warhead játékot.
2008. július 14-én a Crytek megvásárolta a bolgár Black Sea Studiost – ők készítették a Knights of Honor és a WorldShift című stratégiai játékokat –, ami ezt követően felvette a Crytek Black Sea nevet. Négy hónappal ezután Dél-Korea fővárosában, Szöulban nyitottak irodát, feladatuk pedig a CryEngine 2 koreai ügyfelek számára történő közvetítése lett.
A Crytek magyar stúdiója által fejlesztett Crysis Warhead 2008 szeptemberében jelent meg, és remek kritikai fogadtatásban részesült. A Metacritic oldalán 56 értékelés alapján 84 ponton állt. Főképp a mesterséges intelligencia javulását, a fejlettebb többjátékos módot és az új főszereplőt emelték ki a pozitívumok között.
2009. február 3-án jelentették be, hogy felvásárolták a bezárás szélére sodródott brit Free Radical Design videójáték-fejlesztő céget, és az új nevük ettől fogva Crytek UK lett. Leginkább a konzolos TimeSplitters sorozatról ismertek. A Crytek weboldalán 2009. március 11-én jelent meg a hír, miszerint új, több platformot támogató grafikus motorjukat, a CryEngine harmadik generációját a hónapban megrendezésre kerülő Game Developers Conference alkalmával fogják bemutatni. Október 14-én az érdeklődő cégek számára megvásárolhatóvá tették legújabb fejlesztésüket. 2010. március 3-án jelent meg egy frissítés, amivel a CryEngine 3 motor már támogatta a sztereoszkópikus 3D technológiát.
2011. március 24-én jelent meg Európában a Crysis közvetlen folytatása, mely a Crysis 2 nevet viselte. A 2011-es E3 alkalmával a Crytek bemutatta újabb terveit, többek között a Ryse című, ókori Rómában játszódó Kinect-es akciójáték bemutatóját vetítették le.
2011. szeptember 20-án a THQ és a Crytek közösen jelentette be, hogy a Homefront 2 fejlesztését a Crytek nottinghami stúdiója végzi, és a Cryengine legújabb generációja felel majd a játék képi világáért. Az előző részt fejlesztő Kaos Studiost ugyanis a THQ június 13-án bezárta.
A Crytek 2016 decemberében a frankfurti és a kijevi stúdióikat leszámítva bezárta az összes fejlesztőstúdióját.

## Játékok
| Kiadás éve | Játék címe              | Platformok                                               | Fejlesztő                   |
| ---------- | ----------------------- | -------------------------------------------------------- | --------------------------- |
| 2004       | Far Cry                 | Microsoft Windows                                        | Crytek Frankfurt            |
| 2007       | Crysis                  | Microsoft Windows, PlayStation Network, Xbox Live Arcade | Crytek Frankfurt            |
| 2008       | Crysis Warhead          | Microsoft Windows                                        | Crytek Budapest             |
| 2011       | Crysis 2                | Microsoft Windows, PlayStation 3, Xbox 360               | Crytek Frankfurt/Crytek UK  |
| 2012       | Fibble – Flick ’n’ Roll | iOS                                                      | Crytek Budapest             |
| 2013       | Crysis 3                | Microsoft Windows, PlayStation 3, Xbox 360               | Crytek Frankfurt/Crytek UK  |
| 2013       | Warface                 | Microsoft Windows                                        | Crytek Seoul                |
| 2013       | Ryse: Son of Rome       | Microsoft Windows, Xbox One                              | Crytek Frankfurt            |
| 2014       | The Collectables        | iOS                                                      | Crytek Budapest             |
| 2016       | Hunt: Showdown          | Microsoft Windows, PlayStation 4, Xbox One               | Crytek USA/Crytek Frankfurt |
| 2016       | Arena of Fate           | Microsoft Windows, „konzolok”                            | Crytek Black Sea            |
| 2016       | Robinson: The Journey   | PlayStation VR                                           | Crytek Frankfurt            |